# Final Fantasy Fables: Chocobo's Dungeon
Final Fantasy Fables: Chocobo's Dungeon (チョコボの不思議なダンジョン 時忘れの迷宮 Chokobo no Fushigina Danjon Toki Wasure no Meikyū?, "Chocobo's Mystery Dungeon: The Labyrinth of Forgotten Time") es un videojuego de rol de 2007 publicado por Square Enix para Wii. Es una entrega de la serie Chocobo que se centra en Chocobo y su búsqueda para liberar a un pueblo perdido en el tiempo del olvido eterno. Es una secuela libre de Chocobo's Dungeon 2 en la PlayStation.
El juego fue bien recibido por los críticos, quienes elogiaron el diálogo, los gráficos y la nostalgia de Final Fantasy, pero notaron la jugabilidad superficial y repetitiva del juego. Se lanzó una versión mejorada del juego para Nintendo DS en Japón en 2008. Se lanzó una remasterización, Chocobo's Mystery Dungeon Every Buddy!, para Nintendo Switch y PlayStation 4 en 2019.

## Jugabilidad
El juego incluye mazmorras generadas aleatoriamente y batallas por turnos del título Chocobo's Mystery Dungeon, aunque también se han incorporado nuevos elementos al juego, como el sistema de trabajos con diez trabajos. Diferentes trabajos cambian la apariencia del Chocobo del jugador y alteran el diseño de las mazmorras a las que entran los jugadores. Los "duelos emergentes" también regresan con la adición de cartas enemigas que se pueden llevar a "Mog's House", donde se pueden utilizar para jugar minijuegos como "disparador de murciélagos", "dardos", pesca y jardinería.
El jugador usa el Wii Remote para controlar a los personajes. El jugador también puede optar por utilizar el Controlador clásico si lo prefiere. A medida que el jugador se mueve, Chocobo recupera salud y, si el jugador pierde toda su salud, regresará al comienzo de la mazmorra actual. El juego es compatible con Wi-Fi y los jugadores pueden luchar contra otros jugadores.

## Trama
Mientras buscaban la legendaria gema de poder intemporal para impulsar su aeronave, Cid y su compañero Chocobo terminaron siendo absorbidos por un vórtice y aterrizaron en la pintoresca ciudad de Lostime dentro de la isla de Memoria, que desapareció del resto del mundo hace cincuenta años. . En el centro de Lostime hay una torre de reloj que hace sonar la Campana del Olvido que hace que todos pierdan la memoria. Junto con su nueva amiga Shirma y un chico misterioso llamado Raffaello que es capaz de crear un laberinto de recuerdos, Chocobo tiene que recuperar los recuerdos perdidos de los residentes de Lostime. Estas acciones revelan el misterio detrás de Raffaello y la calamidad que inició el problema.

## Música
La banda sonora original de Chocobo no Fushigina Dungeon Toki Wasure no Meikyū se lanzó en Japón el 23 de enero de 2008. El tema principal, Door Crawl, que está incluido en la banda sonora y disponible como sencillo independiente, está escrito e interpretado por Ai Kawashima.

## Desarrollo
El desarrollo comenzó en noviembre de 2006 con nuevos miembros agregados al equipo de desarrollo de Chocobo cuando la plataforma pasó de Nintendo DS a Wii. Los colores pastel reemplazaron los colores brillantes de Chocobo Tales. Se eliminaron algunos de los elementos más difíciles del juego para que atrajera a "niños pequeños y mujeres". El mundo virtual de Square Enix tenía anuncios dentro del juego para este juego. durante la primera semana del mundo virtual. Joe Down Studio desarrolló la música para el juego y presentó una extensa remezcla de música de varios juegos de Final Fantasy debido a la recepción positiva de la música remezclada de Final Fantasy en el juego Chocobo Tales. La nueva música fue compuesta para la apertura por Kumi Tanioka. El estudio solicitó que se les permitiera usar música de los primeros títulos de Final Fantasy, ya que sería apropiado para el tema del tiempo olvidado. Se pueden escuchar señales musicales como el sonido de picos en Fire Dungeon, y las canciones se reproducen al revés para indicar la restauración de la memoria. El tema de las dificultades para olvidar se analiza en la historia del juego, y los desarrolladores intentaron transmitir que poner todo en resolver los problemas es mucho mejor que simplemente intentar olvidar, como lo hacen las personas en la historia del juego.

### Port de Nintendo DS
Un port mejorado, titulado Cid to Chocobo no Fushigi na Dungeon: Toki Wasure no Meikyū DS+ (シドとチョコボの不思議なダンジョン 時忘れの迷宮 DS+ Sido to Chokobo no Fushigina Danjon Toki Wasure no Meikyū DS Purasu?, lit. Cid and Chocobo's Mystery Dungeon: The Labyrinth of Forgotten Time DS+), fue lanzado en Japón para Nintendo DS el 30 de octubre de 2008. Presenta una nueva historia centrada en Cid, así como nuevos trabajos para que los personajes aprendan.

### Remasterización de Nintendo Switch y PlayStation 4
Rocket Studio, Inc. desarrolló una versión remasterizada titulada Chocobo's Mystery Dungeon: Every Buddy!, y lanzado para Nintendo Switch y PlayStation 4 el 20 de marzo de 2019. Cuenta con un nuevo sistema de amigos para traer monstruos y otros personajes a la mazmorra para ayudar.

## Recepción
El juego experimentó fuertes ventas en la primera semana después de su lanzamiento en Japón, pero rápidamente cayó de las listas de videojuegos. Square Enix informó que se vendieron 160 mil copias en septiembre de 2008, con 90 mil unidades vendidas. en Japón y 70 mil unidades vendidas en Norteamérica. La versión de DS mejorada vendió más de 74,000 copias a finales de 2009.
IGN elogió el juego por su pulido, gráficos, diálogos humorísticos y su gran cantidad de opciones de juego. Sitio web de videojuegos Joystiq vista previa el juego, quejándose de que a pesar de algunas mejoras gráficas, la jugabilidad era un poco diferente a las entradas anteriores de la serie y, de hecho, "recordaba terriblemente" al antiguo juego DOS de 1980 Rogue, que inspiró el género. El juego quedó en segundo lugar como mejor juego de Wii de julio de 2008 en IGN. Fue galardonado como Mejor RPG para Wii por IGN en sus premios de videojuegos de 2008.